# Masacre del Zong

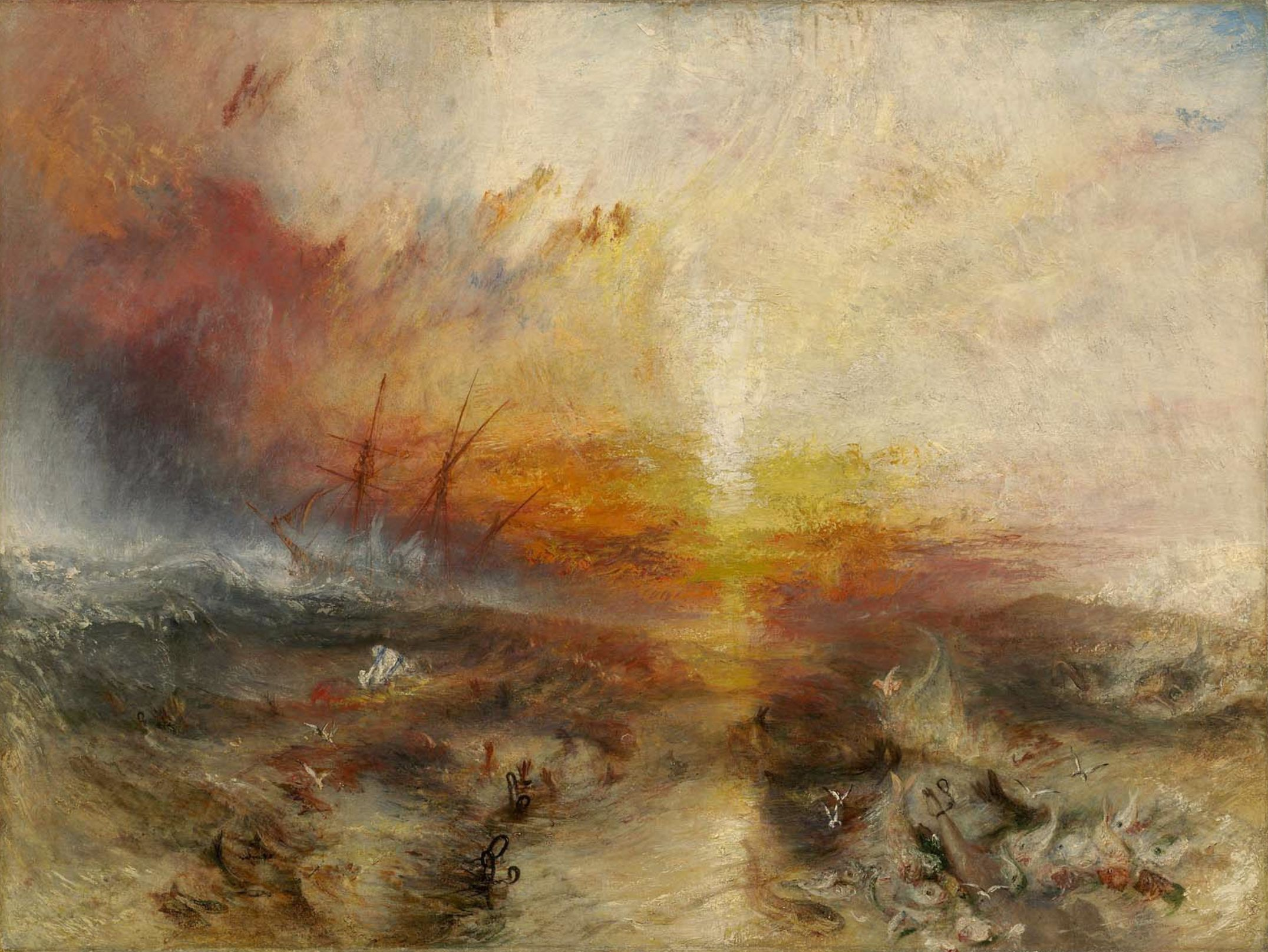
Barco de esclavos, representación de J. M. W. Turner del asesinato en masa de los esclavos, inspirado en la matanza del Zong.

La masacre del Zong fue el asesinato de aproximadamente 142 esclavos africanos a manos de la tripulación del barco negrero británico Zong en los días siguientes al 29 de noviembre de 1781. El Zong era propiedad de un sindicato de comercio de esclavos de Liverpool que había contratado un seguro de las vidas de los esclavos. Cuando el barco comenzó a quedarse sin agua por unos problemas de navegación, la tripulación arrojó a algunos de los esclavos al mar. Posteriormente, los dueños del Zong reclamaron a sus aseguradores la compensación económica por la pérdida de los esclavos. Después de que el seguro se negara a pagar, en el juicio que se celebró posteriormente se dictaminó que en algunas circunstancias la eliminación de esclavos era legal, y que se podría reclamar que el seguro se hiciera cargo económicamente de dichas muertes.
La publicidad de la masacre atrajo la atención del antiesclavista Granville Sharp, quien trató, sin éxito, de llevar a juicio a la tripulación del barco por asesinato. Las noticias de la masacre estimularon el creciente movimiento abolicionista y aquella se convirtió en un poderoso símbolo de los horrores del transporte de esclavos al Nuevo Mundo. La masacre también inspiró numerosas obras de arte y literatura, y fue conmemorada en 2007, durante el bicentenario de la abolición de la esclavitud en Gran Bretaña.

## ElZong
El nombre original del Zong era Zorgue (que significa "cuidado" en neerlandés), elegido por sus dueños, la Middelburgsche Commercie Compagnie. Funcionaba como barco negrero, que tenía su base en Middelburg y había hecho con éxito un viaje a las costas de Surinam en 1777. El Zong era un "barco de popa cuadrada" que podía llevar una carga de cien toneladas. Fue capturado por un barco británico de guerra llamado Alert el 10 de febrero de 1781, durante la cuarta guerra anglo-neerlandesa. Para el 26 de febrero, el Alert y el Zong habían llegado al Castillo de la Costa del Cabo, situado en el territorio que en la actualidad le pertenece a Ghana.
A principios de marzo de 1781, el capitán del William compró el Zong en representación de un sindicato de mercaderes de Liverpool. Los miembros del sindicato eran Edward Wilson, George Case, James Aspinall y William, James y John Gregson. William Gregson había formado parte de cincuenta viajes de traslado de esclavos entre 1747 y 1780, y había sido alcalde de Liverpool en 1762. Para el final de su vida, sus navíos habían capturado a 58 201 personas de África.
El Zong se pagó en títulos de crédito, y los 244 esclavos que ya estaban a bordo fueron parte de la transacción. El barco no fue asegurado hasta después de haber empezado el viaje. Los aseguradores, un sindicato de Liverpool, aseguraron el barco y a los esclavos por más de 8000 £, aproximadamente la mitad del posible valor de mercado de los esclavos. Del riesgo restante debían hacerse cargo los propietarios.

### Tripulación
El primer comandante del Zong era Luke Collingwood, quien había sido el cirujano del William. Aunque Collingwood no tenía experiencia en navegación y comando, eran los cirujanos de los barcos los encargados de seleccionar qué esclavos se compraban en África, sabiendo que era muy probable que los que rechazaban fuesen eliminados; a veces, estos asesinatos se producían delante del cirujano. Es probable, por lo tanto, que Collingwood ya hubiese presenciado un asesinato en masa de esclavos. Como comentó el historiador Jeremy Krikler, esto pudo haberlo preparado psicológicamente para participar en la masacre que ocurrió en el Zong. El primer oficial del Zong era James Kelsall, quien también había trabajado en el William. El único pasajero del navío, Robert Stubbs, era el antiguo gobernador de Anomabu, una fortificación británica cercana al Castillo de la Costa del Cabo, quien había sido obligado a dejar el cargo después de desempeñarlo durante nueve meses. Las declaraciones de los testigos, recopiladas por el Comité Africano, lo acusaron de ser un alcohólico semianalfabeto que había dirigido mal las actividades del fuerte relacionadas con el comercio de esclavos.
Cuando partió de África, la tripulación del Zong estaba formada por diecisiete hombres, lo que era demasiado poco para mantener las condiciones sanitarias adecuadas en el barco. Era difícil reclutar en Gran Bretaña marineros dispuestos a arriesgarse a contraer enfermedades y a luchar contra las rebeliones de los esclavos, y fue aún más difícil encontrar una tripulación para un navío capturado a los holandeses cerca de las costas de África. La tripulación final del Zong estaba conformada por marineros que habían quedado de la antigua tripulación holandesa y por la del William, además de por marineros desempleados de los establecimientos ubicados a lo largo de la costa africana.

## El traslado

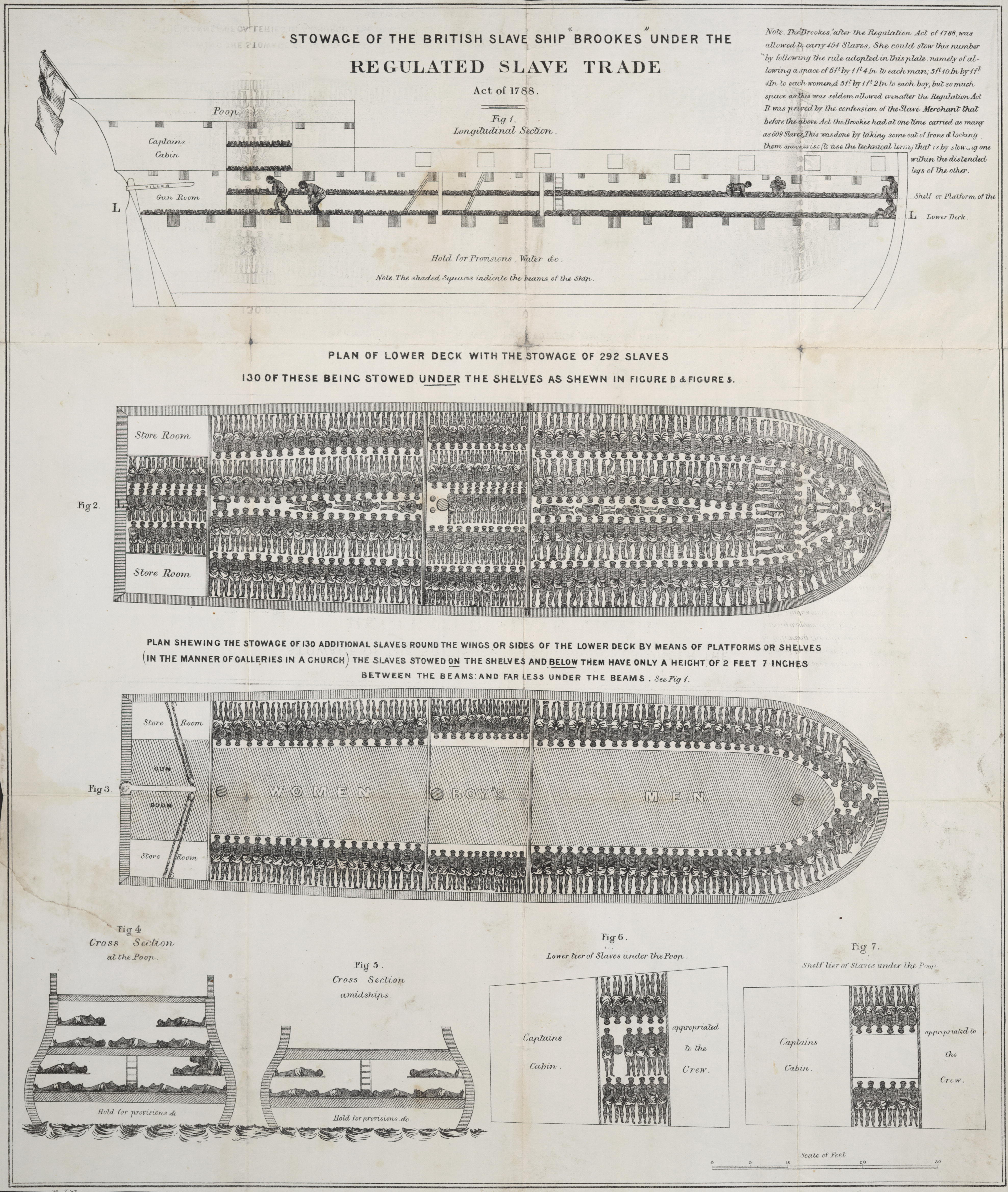
Esquema del barco negrero Brookes, que transportaba 454 esclavos. Antes del Acta de Comercio de Esclavos de 1788, el Brookes transportaba 609 esclavos hacinados por viaje.

El Zong zarpó de Acra con más esclavos de los que podía transportar con garantías, 442, el 18 de agosto de 1781. En la década de 1780, los barcos construidos en Gran Bretaña solían transportar 1,75 esclavos por tonelada de la capacidad del barco; en el Zong, el ratio era de cuatro por tonelada. Un barco negrero británico de la época podía trasladar alrededor de 193 esclavos, y era muy inusual que un barco del tamaño relativamente pequeño del Zong transportase tantos.
Después de abastecerse de agua potable en Santo Tomé, el Zong comenzó su viaje a través del océano Atlántico rumbo a Jamaica el 6 de septiembre. El 18 o 19 de noviembre el barco llegó a Tobago, en el Caribe, pero no pudo detenerse allí para reponer sus suministros de agua.
No está claro si había alguien a cargo del barco en ese momento. El capitán, Luke Collingwood, había estado enfermo por un tiempo y el hombre que normalmente debía reemplazarlo, el primer oficial James Kelsall, estaba suspendido después de haber tenido una pelea el 14 de noviembre. Robert Stubbs había sido el capitán de un barco negrero varias décadas antes, por lo que reemplazó a Collingwood de manera temporal durante su ausencia, aunque no era miembro de la tripulación del navío. Según James Walvin, la ruptura de la cadena de mando del barco podría explicar por qué se cometieron errores en la navegación y por qué no se verificó el suministro de agua potable.

### Masacre

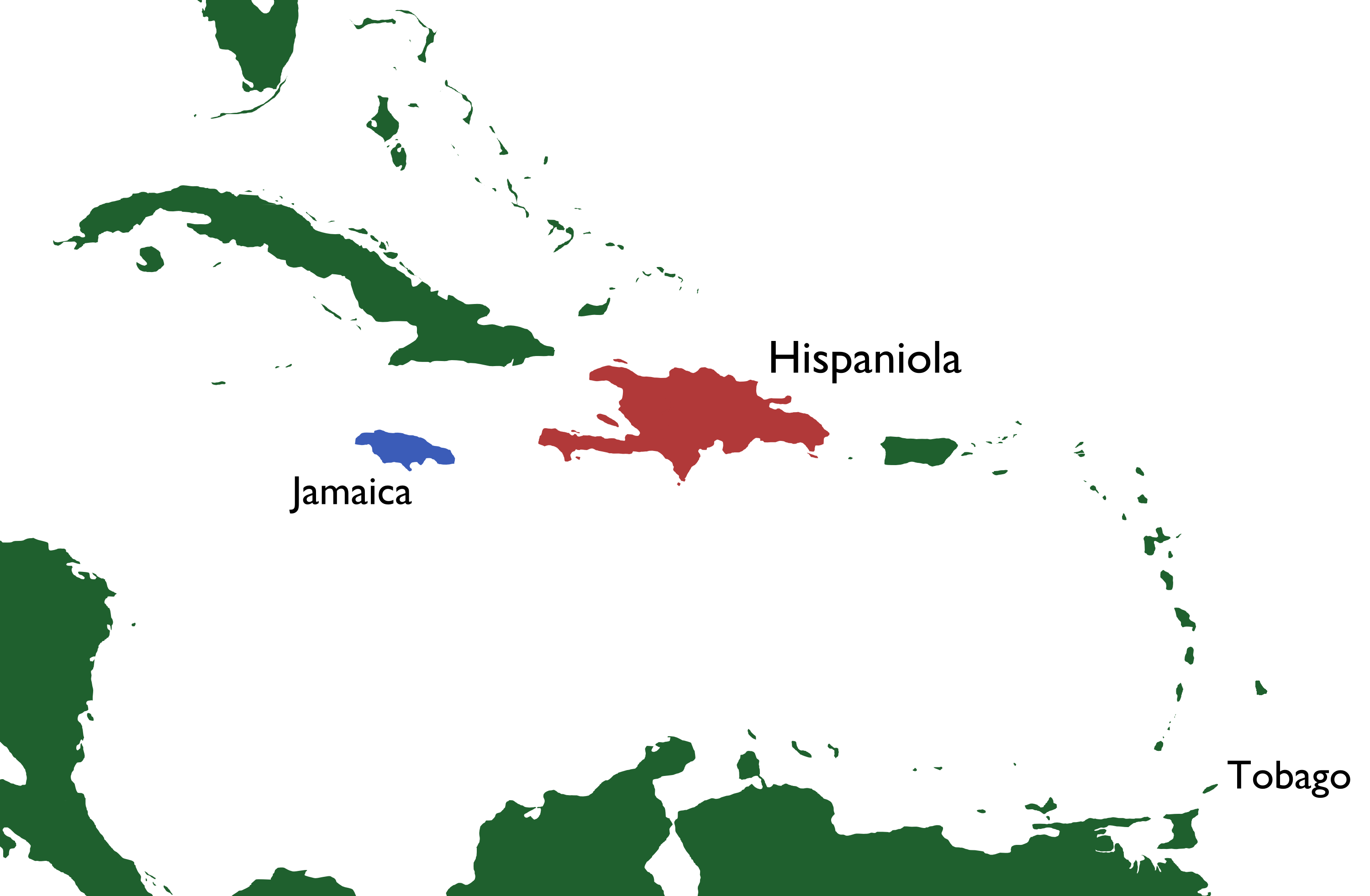
Mapa del Caribe, con Tobago, La Española (en rojo) y Jamaica (en azul).

El 27 o 28 de noviembre, la tripulación avistó Jamaica a una distancia de 27 millas náuticas (50 km), pero creyeron que se trataba de la colonia francesa de Saint-Domingue en la isla de La Española. El Zong continuó su curso hacia al oeste y dejó atrás Jamaica. La tripulación se dio cuenta del error cuando ya estaban a 480 km a barlovento de la isla.
El hacinamiento, la desnutrición y varios accidentes y enfermedades ya habían matado a varios marineros y a aproximadamente 62 africanos esclavizados. Más tarde, James Kelsall proclamó que solo quedaba agua potable en el barco para cuatro días más cuando descubrieron el error de navegación, cuando Jamaica aún estaba a diez o trece días de distancia.
Si los esclavos morían en la costa, los dueños del barco de Liverpool no recibirían compensaciones del seguro; de manera similar, si los esclavos morían de "muerte natural" (según la forma contemporánea de considerarla), en el mar, tampoco podrían cobrarlo. Pero si tiraban por la borda algunos esclavos para salvar el resto de la "carga" o al barco en sí, entonces podían reclamar el dinero del seguro bajo causa de una "avería general". El seguro del barco cubría la pérdida de los esclavos a £30 por cabeza.
El 29 de noviembre, la tripulación comenzó a considerar la propuesta de tirar a algunos esclavos por la borda. James Kelsall más tarde declaró que al principio no había estado de acuerdo con el plan, pero que pronto todos aceptaron de manera unánime. El 29 de noviembre, 54 mujeres y niños fueron arrojados al mar por las ventanas de los camarotes. El 1 de diciembre, 42 esclavos varones fueron arrojados por la borda; en los días siguientes, otros 36 esclavos. Para poner en evidencia la falta de humanidad de los esclavistas, otros diez se arrojaron por sí mismos al mar. Un esclavo, después de oír los alaridos de las víctimas que eran arrojadas al agua, pidió que se les negara comida y agua a los esclavos restantes en vez de arrojarlos al mar. La tripulación ignoró esta solicitud. Las notas del juicio que siguió a la masacre enuncian que un esclavo logró volver a subirse al barco.
Más tarde, se dijo que los esclavos habían sido asesinados porque no había suficiente agua en el barco para mantenerlos vivos a todos durante el resto del viaje. Posteriormente se cuestionó esta afirmación, ya que el barco tenía 1900 litros de agua cuando llegó a Jamaica el 22 de diciembre. Kelsall dijo en una declaración jurada que el 1 de diciembre, cuando mataron a 42 esclavos, llovió torrencialmente durante más de un día, permitiendo que se llenaran seis cascos de agua, suficientes para once días.

### Resto del viaje
El 22 de diciembre de 1781, el Zong llegó a Black River, Jamaica, con 208 esclavos a bordo, menos de la mitad de los que habían embarcado en África. El precio promedio de venta por esclavo fue de £36 cada uno. La legalidad de la captura del Zong de las manos de los holandeses fue confirmada por el vice-tribunal de almirantazgo jamaicano, y el navío fue renombrado como Richard of Jamaica. Luke Collingwood falleció tres días antes de que el Zong llegara a Jamaica, y por lo tanto no pudo testificar en los juicios de 1783.

## Procesos legales

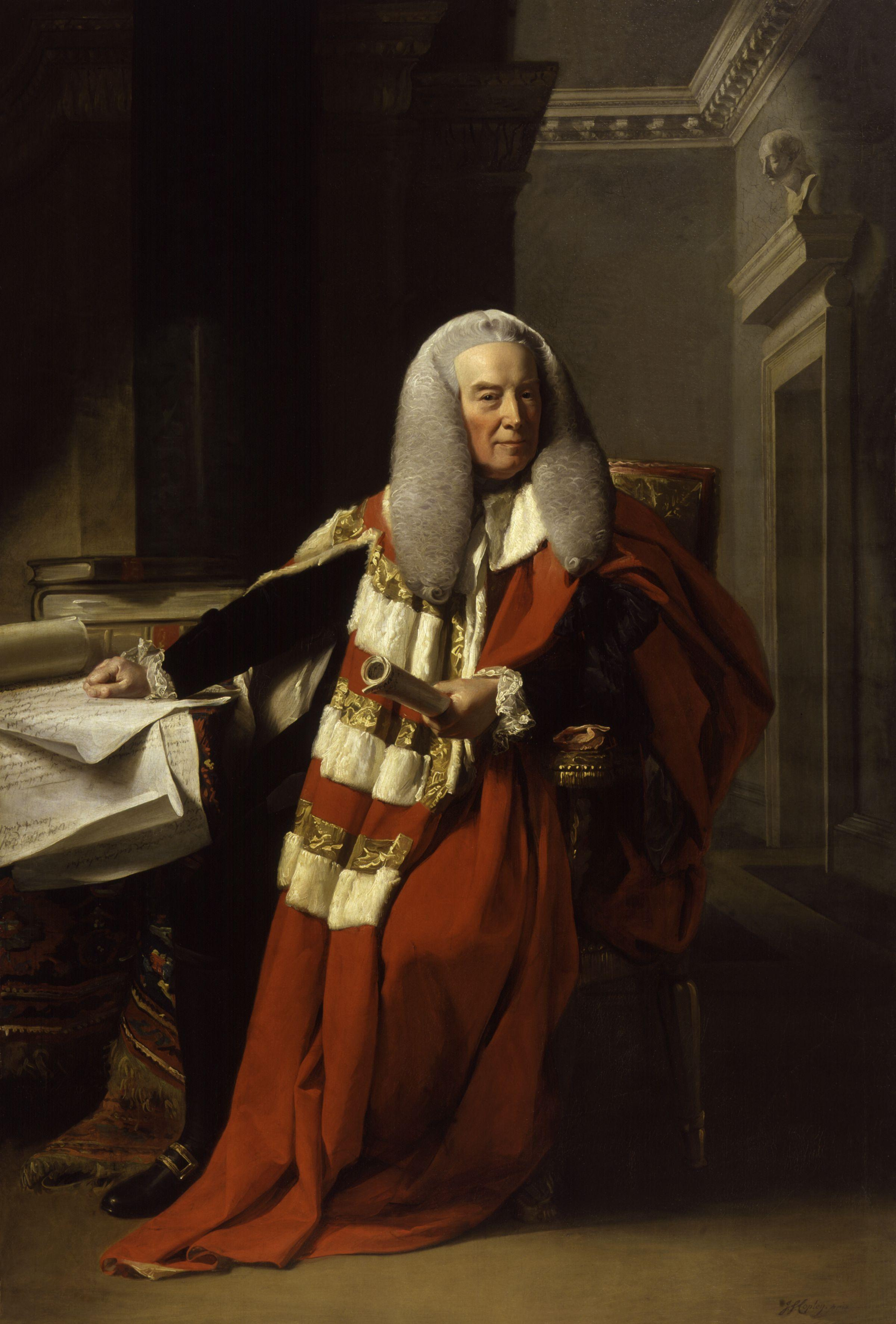
Lord Murray con su uniforme de Juez Superior.

Cuando las noticias de viaje del Zong llegaron a Inglaterra, los propietarios del barco intentaron pedir una compensación de parte de sus aseguradores por la pérdida de los esclavos. Sin embargo, el seguro se negó a pagar y el sindicato de Liverpool lo llevó a juicio. El cuaderno de bitácora del Zong desapareció antes de que comenzaran las audiencias; los procesos legales fueron todos los documentos que sirvieron como evidencia de la masacre. Los aseguradores del barco declararon que la bitácora había sido destruida deliberadamente y el sindicato Gregson lo negó.
Casi todo el material de referencia que sobrevivió es de veracidad discutida. La mayor preocupación de los dos testigos oculares que dieron evidencias, John Stubbs y James Kelsall, era quedar exonerados de toda culpa. Es posible que los alegatos que determinaban la cantidad de esclavos asesinados, los litros de agua que quedaban en el barco y los kilómetros extra que navegó el Zong una vez pasada Jamaica sean erróneos.

### Primer juicio
Los procesos legales comenzaron cuando los aseguradores se negaron a pagar el dinero de la póliza a los dueños del Zong. Al principio, los juicios se llevaron a cabo en el edificio Guildhall, en Londres, el 6 de marzo de 1783, con Lord Murray como juez. Robert Stubbs era el único testigo y el jurado falló a favor de los propietarios del barco.
El 19 de marzo de 1783, Olaudah Equiano, un esclavo liberado, le comentó al activista en contra del comercio de esclavos Granville Sharp los sucesos que habían ocurrido a bordo del Zong, y Sharp buscó consejo legal al día siguiente para analizar la posibilidad de demandar a la tripulación del barco por asesinato.

### Apelación de King's Bench

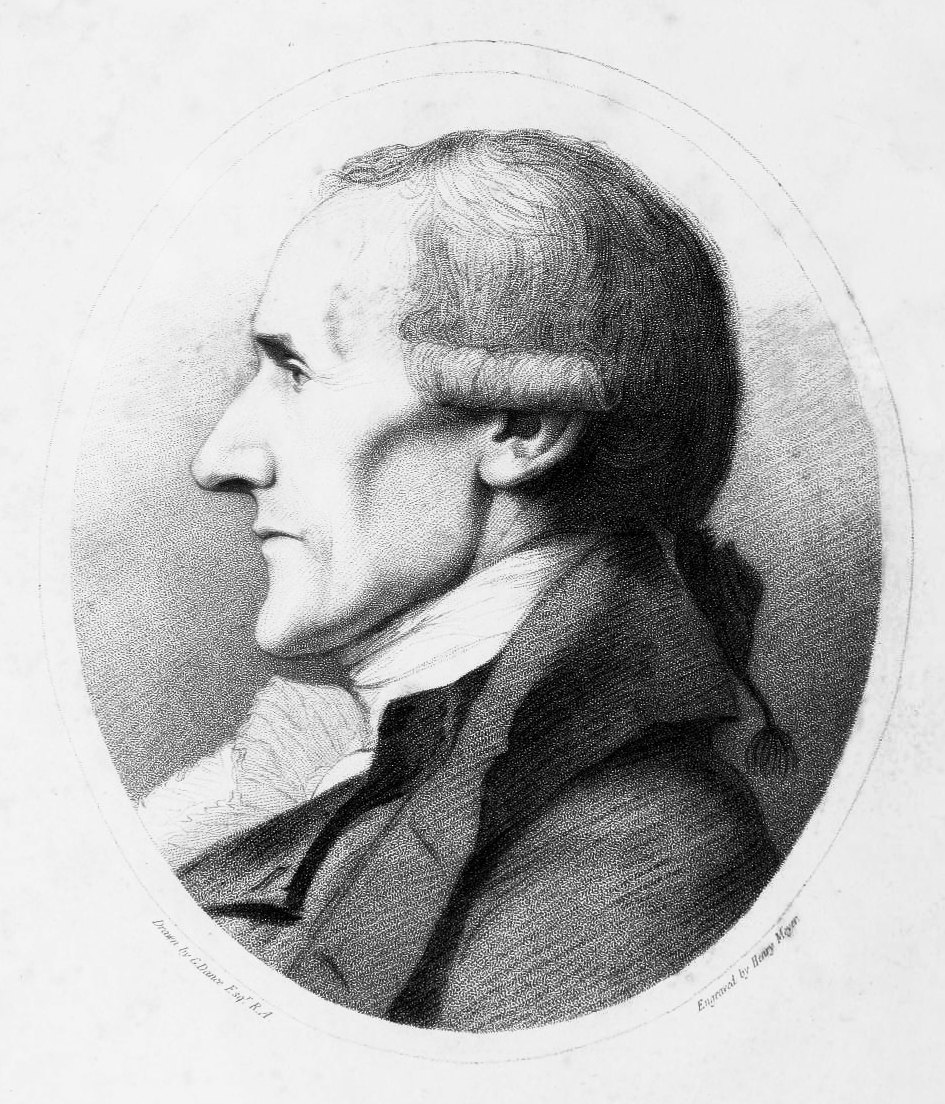
Granville Sharp retratado por George Dance el Joven.

Los aseguradores del Zong apelaron el juicio para descartar el veredicto anterior y retomar el pleito. Se llevó a cabo una audiencia en el tribunal de King's Bench, en Westminster Hall el 21 y 22 de mayo de 1783, frente a Lord Murray y dos jueces más. El subfiscal de la corona, John Lee, falló a favor de los propietarios del Zong, como ya lo había hecho en el juicio de Guildhall. Granville Sharp también asistió al juicio y llevó un secretario para llevar un registro escrito del proceso.
Respaldando la decisión del juicio anterior, Lord Murray declaró que el jurado:

no tenía dudas (aunque impresiona mucho) de que el Caso de los Esclavos era igual que si se hubiesen arrojado caballos por la borda ... La cuestión se basaba en si no había una necesidad absoluta de arrojarlos por la borda para salvar al resto, [y] el jurado opinó que sí la había ...

El único testigo de la masacre del Zong que se presentó en Westminster Hall fue Robert Stubbs, aunque los abogados también tenían a su disposición una declaración escrita de James Kelsall. Stubbs declaró que "había una necesidad absoluta de arrojar a los 'negros' por la borda", porque la tripulación temía que todos los esclavos morirían si no arrojaban algunos al mar. Los aseguradores del Zong respondieron que Collingwood había cometido "una equivocación y un error" al seguir navegando después de llegar a Jamaica, y que los esclavos habían sido asesinados para que sus propietarios pudieran reclamar el seguro. Alegaron que Collingwood había hecho esto porque no quería quedarse sin beneficios después de su primer viaje como capitán de un barco negrero. John Lee respondió diciendo que los esclavos "perecieron como una carga de bienes materiales" y que fueron ejecutados para el bien mayor del barco. El equipo legal de los aseguradores respondió que el argumento de Lee nunca podría justificar el asesinato de personas inocentes, y que las acciones de la tripulación del Zong eran nada menos que asesinato. Según James Walvin, es posible que Granville Sharp haya influido de forma directa en la estrategia empleada por el equipo legal de los aseguradores.
En la audiencia, se reveló que había llovido torrencialmente sobre el barco durante la serie de asesinatos. Esto llevó a que Lord Murray ordenase otro juicio, porque la tormenta significaba que la matanza de los esclavos (producida, supuestamente, por la falta de agua) no podía justificarse por la necesidad mayor de salvar el barco y al resto de su carga humana. Uno de los jueces presentes también declaró que la evidencia que había escuchado invalidaba el veredicto del jurado en el primer juicio, ya que en él se había dicho que la falta de agua se había debido a las malas condiciones en que estaba el barco, dañado por las condiciones marítimas imprevistas, y no por los errores que cometió su capitán. Lord Murray llegó a la conclusión de que los aseguradores no serían responsables por las pérdidas derivadas de los errores que había cometido la tripulación del Zong.
No hay registros de que haya habido otro juicio. Pese a los esfuerzos de Sharp, nadie fue condenado por el asesinato de los esclavos.

### Motivaciones de Lord Murray
Jeremy Krikler sostuvo que Lord Murray quería asegurar que la ley comercial estuviese lo más orientada posible a beneficiar el comercio internacional de Gran Bretaña, y como consecuencia debió mantener el principio de "avería gruesa", incluso cuando ello suponía el asesinato de seres humanos. Este principio sostiene que un capitán que echa al mar parte de su carga para salvar al resto puede reclamar la pérdida a sus aseguradores. Por lo tanto, fallar a favor de los aseguradores había perjudicado esta idea en gran medida. La revelación de que había llovido torrencialmente antes de terminada la masacre permitió que Lord Murray ordenase un nuevo juicio, dejando intacta la noción de "avería gruesa". Hizo hincapié en que los asesinatos podrían haberse justificado legalmente y se podría haber reclamado el seguro si la falta de agua no hubiese derivado de los errores que había cometido el capitán.
Según Krikler, cuando Lord Murray llegó a estas conclusiones ignoró el fallo de su predecesor, Matthew Hale, quien había determinado que la matanza de inocentes para la autopreservación era inmoral. Este fallo sería importante un siglo después en R v Dudley and Stephens, que también trataba sobre la justificación de actos de asesinato en altamar. Lord Murray tampoco tuvo en cuenta otro principio legal importante: que ningún reclamo al seguro podía ser legal si provenía de un acto ilegal.

## Impacto en el movimiento abolicionista

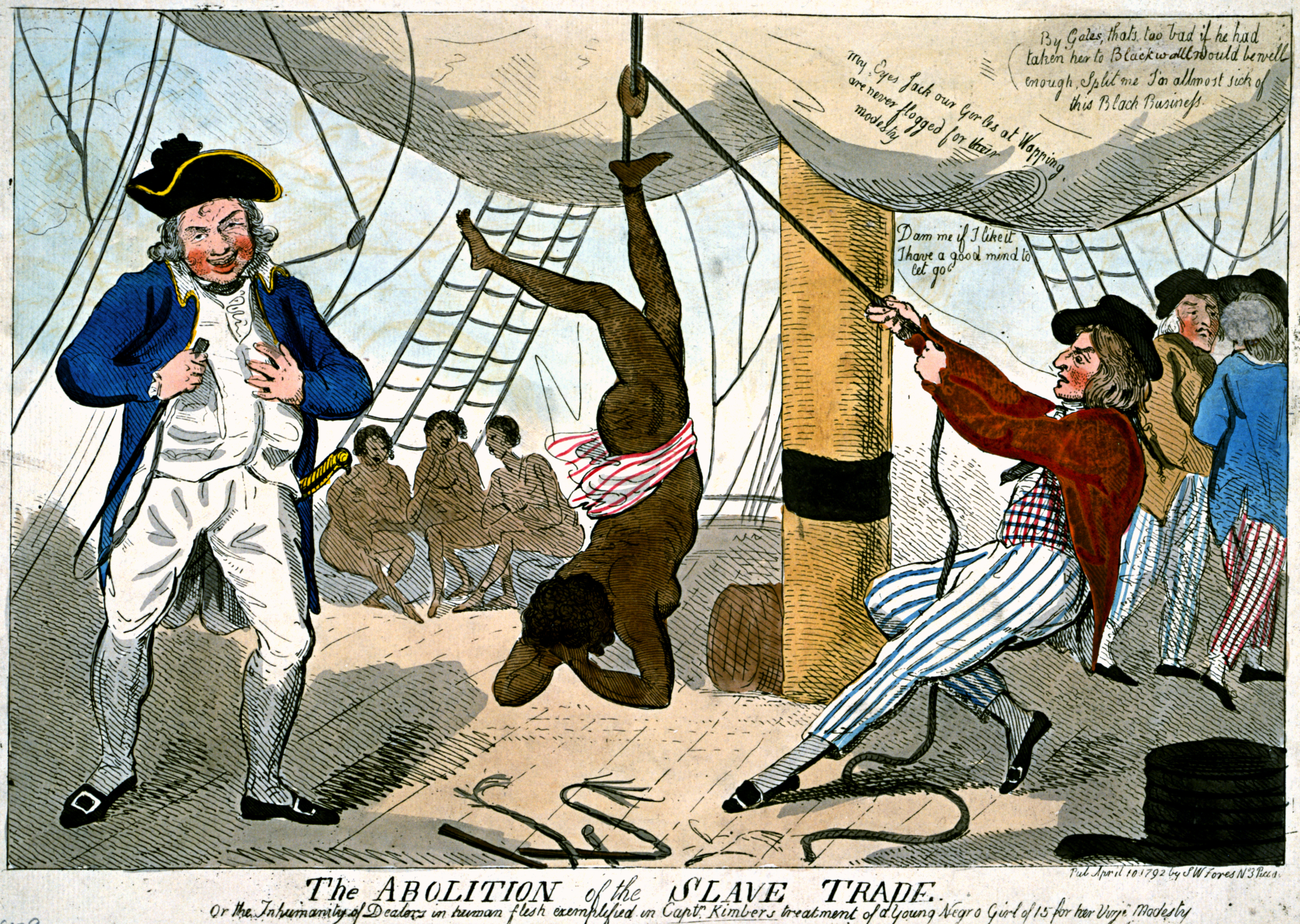
Ilustración de la tortura de una esclava por parte del capitán John Kimber, producida en 1792. A diferencia de la tripulación del Zong, Kimber fue juzgado por el asesinato de dos esclavas. El juicio generó una cobertura sustancial por parte de la prensa e imágenes impresas como esta, a diferencia de la cobertura limitada de los asesinatos del Zong una década antes.

Granville Sharp llevó a cabo una activa campaña para aumentar la conciencia de la masacre: escribió cartas a los periódicos, al Primer Lord del Almirantazgo y al primer ministro William Henry Cavendish-Bentinck, el duque de Portland. Ni Portland ni el Almirantazgo le respondieron. El primer juicio del Zong en marzo de 1783 solo lo cubrió un diario londinense y antes de 1787 había aparecido muy poca información sobre la masacre de forma impresa. Además, el artículo periodístico de marzo de 1783 representó el primer informe público de la masacre y apareció casi dieciocho meses después de los sucesos.
Pese a estos inconvenientes, los esfuerzos de Sharp tuvieron cierto éxito. En abril de 1783, le envió el relato de los hechos de la masacre del Zong a William Dillwyn, un cuáquero que había pedido evidencias que fueran críticas hacia el comercio de esclavos. El London Yearly Meeting of the Society of Friends había decidido poco tiempo antes comenzar a hacer campaña en contra de la esclavitud, y los redactores enviaron al Parlamento una petición firmada por 273 cuáqueros en julio de 1783. Sharp también les envió cartas a varios obispos y clérigos anglicanos y a varios ciudadanos que ya simpatizaban con la causa abolicionista.
El impacto inmediato de la masacre del Zong en la opinión pública fue muy limitado, lo que demostró (según comentó el historiador del abolicionismo Seymour Drescher) el desafío al que se enfrentaban los primeros abolicionistas. Sin embargo, gracias a los esfuerzos de Sharp, la masacre del Zong se convirtió en un tema importante dentro de los escritos abolicionistas y Thomas Clarkson, Ottobah Cugoano, James Ramsay y John Newton trataron el tema. En los relatos de estos hechos se solían omitir los nombres del barco y del capitán, lo que creaba, según Srividhya Swaminathan, "un retrato del abuso que podía existir en cualquier barco negrero". La matanza del Zong fue un poderoso ejemplo del horror del comercio de esclavos que estimuló el desarrollo del movimiento abolicionista en Gran Bretaña, que a finales de la década de 1780 creció muchísimo en tamaño e influencia.
Durante el siglo XIX, siguieron apareciendo relatos de la masacre del Zong en los escritos abolicionistas. En 1839, Thomas Clarkson publicó su History of the Rise, Progress, and Accomplishment of the Abolition of the African Slave Trade, que incluyó un resumen de las matanzas del Zong. El libro de Clarkson tuvo una importante influencia sobre el artista J. M. W. Turner, quien, en 1840, presentó una pintura en la exposición de verano de la Royal Academy titulada The Slave Ship. En la pintura, se ve un navío y varios esclavos esposados siendo arrojados al mar para que los devoren los tiburones. Algunos de los detalles de la pintura, como los grilletes de los esclavos, parecen haberse obtenido directamente del libro de Clarkson. La pintura se presentó en un momento importante del movimiento contemporáneo para abolir la esclavitud en todo el mundo: la exhibición de la Royal Academy comenzó un mes antes de la primera Convención Mundial contra la Esclavitud, celebrada en Londres. El propietario de la pintura, John Ruskin, la admiraba mucho y el crítico Marcus Wood la describió como una de las pocas grandes descripciones del comercio de esclavos en el Atlántico en el arte occidental.

## En la cultura moderna

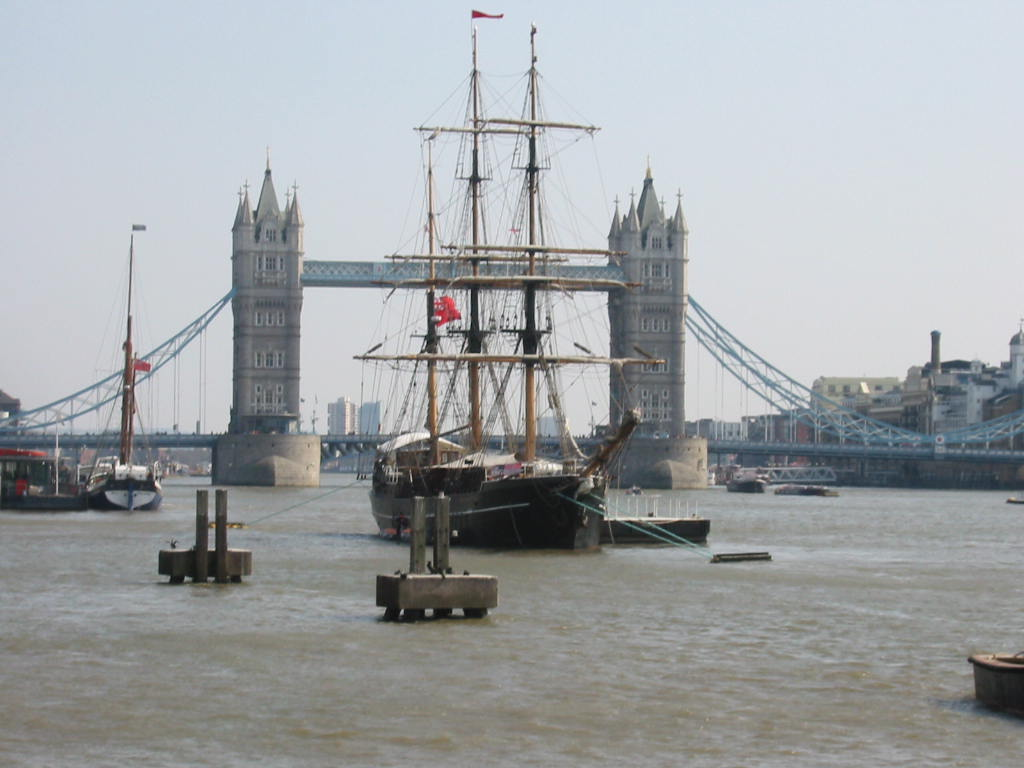
Kaskelot, representando al Zong en el Puente de la Torre durante la conmemoración del bicentenario de la abolición en 2007.

El Zong ha inspirado numerosas obras literarias. En la novela Feeding the Ghosts (1997) de Fred D'Aguiar se relata la historia de un africano esclavizado que sobrevive cuando lo arrojan por la borda del Zong. En la novela, el diario del esclavo, llamado Mintah, está desaparecido, a diferencia del de Granville Sharp. Según la historiadora cultural Anita Rupprecht, esto representa el silenciamiento de las voces de los africanos sobre la masacre. El libro de poesía Zong!, de M. NourbeSe Philip publicado en 2008, se basa en los sucesos que rodean la masacre y utiliza el resumen de las audiencias oficiales como fuentes. La obra de teatro An African Cargo, de Margaret Busby, fue representada por la compañía teatral Nitro en el teatro Greenwich en 2007 y se basó en la masacre y en los juicios de 1783.
El primer episodio de la segunda temporada de la serie Garrow's Law se basa vagamente en los sucesos legales que fueron consecuencia de la masacre. El histórico William Garrow no participa en el caso, y dado que el capitán del Zong había fallecido poco después de llegar a Jamaica, su aparición en el tribunal culpado de fraude es ficticia.

### Conmemoración de la abolición de 2007
En 2007, se erigió una piedra en memoria de los esclavos fallecidos en Black River, Jamaica, cerca del sitio donde tendría que haber tocado tierra el Zong. En marzo de 2007, un velero representando al Zong zarpó en dirección al Puente de la Torre de Londres para conmemorar el bicentenario del Acta del Comercio de Esclavos, con un costo de £300,000. El navío contenía ilustraciones de la masacre del Zong y del comercio de esclavos. Fue acompañado por el HMS Northumberland, a bordo del cual se llevó a cabo una exhibición para conmemorar el papel de la Marina Real Británica en la supresión del comercio de esclavos después de 1807.

## Lectura complementaria
- Account of Gregson v. Gilbert in Henry Roscoe, ed. (1831). Reports of Cases Argued and Determined in the Court of King's Bench 3. Londres. pp. 232-235.
- Baucom, Ian (2005). Specters of the Atlantic: Finance Capital, Slavery, and the Philosophy of History. Durham: Duke University Press. ISBN 0-8223-3558-1.
- Hoare, Prince (1820). Memoirs of Granville Sharp, Esq.. Londres: Henry Colburn & Co.